# Léon Deyron
Léon Deyron, né le 28 février 1874 à Constantine et mort le 3 mars 1947 à Souk-Ahras, est un homme politique français.

## Mandats
- Député de Constantine (1945-1946)[1].